# (96747) Crespodasilva
(96747) Crespodasilva est un astéroïde de la ceinture principale.

## Description
(96747) Crespodasilva est un astéroïde de la ceinture principale. Il fut découvert le 16 août 1999 à Wallace par Lucy d'Escoffier Crespo da Silva. Il présente une orbite caractérisée par un demi-grand axe de 2,59 UA, une excentricité de 0,21 et une inclinaison de 13,2° par rapport à l'écliptique.

## Nom
Cet astéroïde est nommé d'après sa découvreuse, l'astronome américano-brésilienne Lucy d'Escoffier Crespo da Silva (1978-2000), décédée à l'âge de 22 ans. Elle était une étudiante prometteuse en planétologie au Massachusetts Institute of Technology. En tant qu'observatrice des courbes de lumière des planètes mineures, elle a fourni des données pour la découverte de l'alignement des vecteurs de spin dans la famille de Koronis. Le nom a été suggéré par Richard P. Binzel. C'est l'un des très rares cas où une planète mineure porte le nom de son propre découvreur.

## Compléments